# Mickey Thomas
Michael Reginald Thomas, detto Mickey (Mochdre, 7 luglio 1954), è un allenatore di calcio ed ex calciatore gallese, di ruolo attaccante.

## Biografia
Nel febbraio 2019 ha annunciato di essere affetto da un cancro allo stomaco, da cui poi è guarito nel novembre 2021.

## Carriera

### Nazionale
In carriera ha racimolato 51 presenze e 4 reti con il Galles, con cui ha esordito il 6 ottobre 1976 nell'amichevole persa in casa contro la Germania Ovest (0-2). Tra i suoi gol c'è da segnalare quello nel successo per 4-1 contro l'Inghilterra nel Torneo Interbritannico del 1980.

## Statistiche

### Cronologia presenze e reti in nazionale
| Cronologia completa delle presenze e delle reti in nazionale ― Galles | Cronologia completa delle presenze e delle reti in nazionale ― Galles | Cronologia completa delle presenze e delle reti in nazionale ― Galles | Cronologia completa delle presenze e delle reti in nazionale ― Galles | Cronologia completa delle presenze e delle reti in nazionale ― Galles | Cronologia completa delle presenze e delle reti in nazionale ― Galles | Cronologia completa delle presenze e delle reti in nazionale ― Galles | Cronologia completa delle presenze e delle reti in nazionale ― Galles |
| Data                                                                  | Città                                                                 | In casa                                                               | Risultato                                                             | Ospiti                                                                | Competizione                                                          | Reti                                                                  | Note                                                                  |
| --------------------------------------------------------------------- | --------------------------------------------------------------------- | --------------------------------------------------------------------- | --------------------------------------------------------------------- | --------------------------------------------------------------------- | --------------------------------------------------------------------- | --------------------------------------------------------------------- | --------------------------------------------------------------------- |
| 6-10-1976                                                             | Cardiff                                                               | Galles                                                                | 0 – 2                                                                 | Germania Ovest                                                        | Amichevole                                                            | -                                                                     |                                                                       |
| 17-11-1976                                                            | Glasgow                                                               | Scozia                                                                | 1 – 0                                                                 | Galles                                                                | Qual. Mondiali 1978                                                   | -                                                                     |                                                                       |
| 28-5-1977                                                             | Wrexham                                                               | Galles                                                                | 0 – 0                                                                 | Scozia                                                                | Torneo Interbritannico 1977                                           | -                                                                     | 68’                                                                   |
| 3-6-1977                                                              | Belfast                                                               | Irlanda del Nord                                                      | 1 – 1                                                                 | Galles                                                                | Torneo Interbritannico 1977                                           | -                                                                     | 70’                                                                   |
| 20-9-1977                                                             | Kaifan                                                                | Kuwait                                                                | 0 – 0                                                                 | Galles                                                                | Amichevole                                                            | -                                                                     | Ingresso                                                              |
| 12-10-1977                                                            | Liverpool                                                             | Galles                                                                | 0 – 2                                                                 | Scozia                                                                | Qual. Mondiali 1978                                                   | -                                                                     |                                                                       |
| 16-11-1977                                                            | Praga                                                                 | Cecoslovacchia                                                        | 1 – 0                                                                 | Galles                                                                | Qual. Mondiali 1978                                                   | -                                                                     | 72’ 73’                                                               |
| 18-4-1978                                                             | Teheran                                                               | Iran                                                                  | 1 – 0                                                                 | Galles                                                                | Amichevole                                                            | -                                                                     |                                                                       |
| 13-5-1978                                                             | Cardiff                                                               | Galles                                                                | 1 – 3                                                                 | Inghilterra                                                           | Torneo Interbritannico 1978                                           | -                                                                     |                                                                       |
| 19-5-1978                                                             | Cardiff                                                               | Galles                                                                | 1 – 0                                                                 | Irlanda del Nord                                                      | Torneo Interbritannico 1978                                           | -                                                                     | 46’                                                                   |
| 25-10-1978                                                            | Wrexham                                                               | Galles                                                                | 7 – 0                                                                 | Malta                                                                 | Qual. Euro 1980                                                       | 1                                                                     |                                                                       |
| 29-11-1978                                                            | Wrexham                                                               | Galles                                                                | 1 – 0                                                                 | Turchia                                                               | Qual. Euro 1980                                                       | -                                                                     |                                                                       |
| 2-5-1979                                                              | Wrexham                                                               | Galles                                                                | 0 – 2                                                                 | Germania Ovest                                                        | Qual. Euro 1980                                                       | -                                                                     | 59’                                                                   |
| 2-6-1979                                                              | Gżira                                                                 | Malta                                                                 | 0 – 2                                                                 | Galles                                                                | Qual. Euro 1980                                                       | -                                                                     | 65’                                                                   |
| 11-9-1979                                                             | Swansea                                                               | Galles                                                                | 2 – 1                                                                 | Irlanda                                                               | Amichevole                                                            | -                                                                     |                                                                       |
| 17-10-1979                                                            | Colonia                                                               | Germania Ovest                                                        | 5 – 1                                                                 | Galles                                                                | Qual. Euro 1980                                                       | -                                                                     | 64’                                                                   |
| 21-11-1979                                                            | Smirne                                                                | Turchia                                                               | 1 – 0                                                                 | Galles                                                                | Qual. Euro 1980                                                       | -                                                                     |                                                                       |
| 17-5-1980                                                             | Wrexham                                                               | Galles                                                                | 4 – 1                                                                 | Inghilterra                                                           | Torneo Interbritannico 1980                                           | 1                                                                     |                                                                       |
| 21-5-1980                                                             | Glasgow                                                               | Scozia                                                                | 1 – 0                                                                 | Galles                                                                | Amichevole                                                            | -                                                                     |                                                                       |
| 23-5-1980                                                             | Cardiff                                                               | Galles                                                                | 0 – 1                                                                 | Irlanda del Nord                                                      | Amichevole                                                            | -                                                                     |                                                                       |
| 19-11-1980                                                            | Cardiff                                                               | Galles                                                                | 1 – 0                                                                 | Cecoslovacchia                                                        | Qual. Mondiali 1982                                                   | -                                                                     |                                                                       |
| 16-5-1981                                                             | Swansea                                                               | Galles                                                                | 2 – 0                                                                 | Scozia                                                                | Torneo Interbritannico 1981                                           | -                                                                     |                                                                       |
| 20-5-1981                                                             | Londra                                                                | Inghilterra                                                           | 0 – 0                                                                 | Galles                                                                | Torneo Interbritannico 1981                                           | -                                                                     |                                                                       |
| 30-5-1981                                                             | Wrexham                                                               | Galles                                                                | 0 – 0                                                                 | Unione Sovietica                                                      | Qual. Mondiali 1982                                                   | -                                                                     |                                                                       |
| 9-9-1981                                                              | Praga                                                                 | Cecoslovacchia                                                        | 2 – 0                                                                 | Galles                                                                | Qual. Mondiali 1982                                                   | -                                                                     | 62’                                                                   |
| 18-11-1981                                                            | Mosca                                                                 | Unione Sovietica                                                      | 3 – 0                                                                 | Galles                                                                | Qual. Mondiali 1982                                                   | -                                                                     | 46’                                                                   |
| 24-3-1982                                                             | Valencia                                                              | Spagna                                                                | 1 – 1                                                                 | Galles                                                                | Amichevole                                                            | -                                                                     | 57’ 62’                                                               |
| 27-4-1982                                                             | Cardiff                                                               | Galles                                                                | 0 – 1                                                                 | Inghilterra                                                           | Torneo Interbritannico 1982                                           | -                                                                     | 46’                                                                   |
| 24-5-1982                                                             | Glasgow                                                               | Scozia                                                                | 1 – 0                                                                 | Galles                                                                | Torneo Interbritannico 1982                                           | -                                                                     | 75’                                                                   |
| 27-5-1982                                                             | Wrexham                                                               | Galles                                                                | 3 – 0                                                                 | Irlanda del Nord                                                      | Torneo Interbritannico 1982                                           | -                                                                     | 61’                                                                   |
| 22-9-1982                                                             | Swansea                                                               | Galles                                                                | 1 – 0                                                                 | Norvegia                                                              | Qual. Euro 1984                                                       | -                                                                     |                                                                       |
| 15-12-1982                                                            | Belgrado                                                              | Jugoslavia                                                            | 4 – 4                                                                 | Galles                                                                | Qual. Euro 1984                                                       | -                                                                     | 57’                                                                   |
| 23-2-1983                                                             | Londra                                                                | Inghilterra                                                           | 2 – 1                                                                 | Galles                                                                | Amichevole                                                            | -                                                                     |                                                                       |
| 27-4-1983                                                             | Wrexham                                                               | Galles                                                                | 1 – 0                                                                 | Bulgaria                                                              | Qual. Euro 1984                                                       | -                                                                     |                                                                       |
| 28-5-1983                                                             | Cardiff                                                               | Galles                                                                | 0 – 2                                                                 | Scozia                                                                | Torneo Interbritannico 1983                                           | -                                                                     |                                                                       |
| 31-5-1983                                                             | Belfast                                                               | Irlanda del Nord                                                      | 0 – 1                                                                 | Galles                                                                | Torneo Interbritannico 1983                                           | -                                                                     |                                                                       |
| 6-10-1983                                                             | Cardiff                                                               | Galles                                                                | 1 – 1                                                                 | Brasile                                                               | Amichevole                                                            | -                                                                     |                                                                       |
| 12-10-1983                                                            | Wrexham                                                               | Galles                                                                | 5 – 0                                                                 | Romania                                                               | Amichevole                                                            | 1                                                                     |                                                                       |
| 16-11-1983                                                            | Sofia                                                                 | Bulgaria                                                              | 1 – 0                                                                 | Galles                                                                | Qual. Euro 1984                                                       | -                                                                     |                                                                       |
| 14-12-1983                                                            | Cardiff                                                               | Galles                                                                | 1 – 1                                                                 | Jugoslavia                                                            | Qual. Euro 1984                                                       | -                                                                     |                                                                       |
| 28-2-1984                                                             | Glasgow                                                               | Scozia                                                                | 2 – 1                                                                 | Galles                                                                | Amichevole                                                            | -                                                                     | 64’                                                                   |
| 2-5-1984                                                              | Wrexham                                                               | Galles                                                                | 1 – 0                                                                 | Inghilterra                                                           | Amichevole                                                            | -                                                                     |                                                                       |
| 12-9-1984                                                             | Reykjavík                                                             | Islanda                                                               | 1 – 0                                                                 | Galles                                                                | Qual. Mondiali 1986                                                   | -                                                                     |                                                                       |
| 17-10-1984                                                            | Siviglia                                                              | Spagna                                                                | 3 – 0                                                                 | Galles                                                                | Qual. Mondiali 1986                                                   | -                                                                     | 59’                                                                   |
| 14-11-1984                                                            | Cardiff                                                               | Galles                                                                | 2 – 1                                                                 | Islanda                                                               | Qual. Mondiali 1986                                                   | 1                                                                     |                                                                       |
| 27-3-1985                                                             | Glasgow                                                               | Scozia                                                                | 0 – 1                                                                 | Galles                                                                | Qual. Mondiali 1986                                                   | -                                                                     |                                                                       |
| 30-4-1985                                                             | Wrexham                                                               | Galles                                                                | 3 – 0                                                                 | Spagna                                                                | Qual. Mondiali 1986                                                   | -                                                                     |                                                                       |
| 5-6-1985                                                              | Bergen                                                                | Norvegia                                                              | 4 – 2                                                                 | Galles                                                                | Amichevole                                                            | -                                                                     |                                                                       |
| 10-9-1985                                                             | Cardiff                                                               | Galles                                                                | 1 – 1                                                                 | Scozia                                                                | Qual. Mondiali 1986                                                   | -                                                                     | 83’                                                                   |
| 16-10-1985                                                            | Cardiff                                                               | Galles                                                                | 0 – 3                                                                 | Ungheria                                                              | Amichevole                                                            | -                                                                     |                                                                       |
| 25-2-1986                                                             | Al Khobar                                                             | Arabia Saudita                                                        | 1 – 2                                                                 | Galles                                                                | Amichevole                                                            | -                                                                     | 62’                                                                   |
| Totale                                                                |                                                                       | Presenze                                                              | 51                                                                    |                                                                       | Reti                                                                  | 4                                                                     |                                                                       |

## Palmarès

### Giocatore

#### Competizioni nazionali
- Coppa del Galles: 2

Wrexham: 1974-1975, 1977-1978
- Third Division: 1

Wrexham: 1977-1978
- Campionato inglese di seconda divisione: 1

Chelsea: 1983-1984